# Petrogale rothschildi
Petrogale rothschildi är en pungdjursart som beskrevs av Oldfield Thomas 1904. Petrogale rothschildi ingår i släktet klippkänguruer och familjen kängurudjur. IUCN kategoriserar arten globalt som livskraftig. Inga underarter finns listade.
Pungdjuret förekommer i nordvästra Australien och på mindre öar framför fastlandets kust. Arten vistas i klippiga områden.